# Bouhamdane
Bouhamdane è un comune dell'Algeria, situato nella provincia di Guelma.